# Craig Stevens (prezentator)
Craig Stevens (n. 17 iulie 1979, Colchester, Anglia, Regatul Unit) este un prezentator radio⁠(d) și TV englez, artist de voce⁠(d) și critic de film.
A apărut în filmul Netflix Am fost cândva celebru.
Stevens a apărut în programul ITV This Morning.

## Filmografie
- The Mint (2006–2007) - Prezentator
- Sky News: Sunrise (1989) - Rolul său, critic de film
- Alex Lovell in BrainTeaser (2002) - Gazdă
- Greatest Ever Christmas Day Telly (2022) - Rolul său